# Mihaela Peneș
Mihaela Peneș (Bucarest, 22 de julio de 1947-29 de agosto de 2024) fue una atleta rumana, especializada en el lanzamiento de jabalina. 

## Trayectoria
Compitió por Rumania en los Juegos Olímpicos de 1964 celebrados en Tokio, consiguiendo ser campeona olímpica y ganando la medalla de oro por delante de la húngara Márta Rudas. Cuatro años después en los Juegos Olímpicos de 1968 celebrado en Ciudad de México la también húmgarar Angela Németh vengó la derrota de su compatriota relegando a Mihaela al segundo puesto que le valió para ganar la medalla de plata. 
Su mejor marca personal la consiguió en el año 1967 con una marca de 60,68 metros.
| Predecesor: Elvīra Ozoliņa | Campeona Olímpica de lanzamiento de jabalina Tokio 1964 | Sucesor: Angela Németh |